# Shandong Taishan
Shandong Taishan Football Club (chiń. 山东泰山足球俱乐部; pinyin Shāndōng Tàishān Zúqiú Jùlèbù) – chiński klub piłkarski z siedzibą w Jinan.

## Historia
Shandong Taishan został założony w 1988 w Jinan jako Shandong Taishan. Jednak jego protoplastą był założony w 1956 klub reprezentujący prowincję Shandong. Ów klub w latach 1973-1988 występował ówczesnej I lidze chińskiej, czterokrotnie zdobywając wicemistrzostwo w 1976, 1981, 1982 i 1983. Nowy klub w 1989 spadł do drugiej, a w 1990 do trzeciej ligi. Do chińskiej ekstraklasy powrócił w 1994. W 1995 klub zmienił nazwę na Shandong Jinan Taishan General oraz odniósł sukces w postaci zdobycia Pucharu Chin. W 1997 klub zmienił nazwę na Shandong Taishan General, a w 1998 nazwę Shandong Luneng Taishan. W 2021 nazwa została zmieniona na Shandong Taishan. W 1999 klub zdobył dublet: mistrzostwo Chin i Puchar Chin. W 2004 klub przystąpił do nowo utworzonej Chinese Super League. Nowe rozgrywki Shandong wygrał czterokrotnie w 2006, 2008, 2010 i 2021. Oprócz tego pięciokrotnie zdobył Puchar Chin w 1995, 1999, 2004, 2006, 2014.

## Sukcesy
- mistrzostwo Chin (5): 1999, 2006, 2008, 2010, 2021.
- Puchar Chin (5): 1995, 1999, 2004, 2006, 2014.

## Sezony wChinese Super League
| Sezon | Uzyskane Miejsce |
| ----- | ---------------- |
| 2004  | 2                |
| 2005  | 3                |
| 2006  | 1                |
| 2007  | 3                |
| 2008  | 1                |
| 2009  | 4                |
| 2010  | 1                |
| 2011  | 5                |
| 2012  | 12               |
| 2013  | 2                |
| 2014  | 4                |
| 2015  | 3                |
| 2016  | 14               |
| 2017  | 6                |
| 2018  | 3                |
| 2019  | 5                |
| 2020  | 6                |
| 2021  | 1                |

## Skład na sezon 2016
| Nr | Poz. | Piłkarz         |
| -- | ---- | --------------- |
| 2  | OB   | Zhao Mingjian   |
| 3  | OB   | Li Songyi       |
| 4  | OB   | Gil             |
| 6  | PO   | Jucilei         |
| 8  | PO   | Wang Yongpo     |
| 9  | NA   | Diego Tardelli  |
| 10 | PO   | Walter Montillo |
| 11 | PO   | Liu Binbin      |
| 12 | BR   | Liu Zhenli      |
| 13 | PO   | Zhang Chi       |
| 14 | OB   | Wang Tong       |
| 15 | PO   | Li Wei          |
| 16 | OB   | Zheng Zheng     |
| 17 | NA   | Wu Xinghan      |
| 19 | NA   | Yang Xu         |

| Nr | Poz. | Piłkarz       |
| -- | ---- | ------------- |
| 20 | BR   | Han Rongze    |
| 21 | NA   | Aloísio       |
| 22 | PO   | Hao Junmin    |
| 23 | NA   | Cheng Yuan    |
| 24 | PO   | Qi Tianyu     |
| 25 | BR   | Wang Dalei    |
| 26 | PO   | Cui Wei       |
| 27 | NA   | Huang Pu      |
| 29 | NA   | Zhang Wenzhao |
| 30 | OB   | Chen Zhechao  |
| 33 | PO   | Jin Jingdao   |
| 35 | OB   | Dai Lin       |
| 37 | OB   | Wang Jiong    |
| 39 | BR   | Li Guanxi     |
| 40 | NA   | Guo Tianyu    |

## Trenerzy klubu od 1994
Stan na maj 2016
| - Yin Tiesheng (10 lutego 1994 – 21 grudnia 1997) - Kim Jung-nam (17 stycznia 1998 – 23 sierpnia 1998) - Yin Tiesheng (24 sierpnia 1998 – 25 października 1998) - Slobodan Santrač (25 grudnia 1998 – 13 września 2000) - Đoko Koković (tymczasowo, 24 września 2000 – 1 października 2000) - Boris Ignatjew (30 listopada 2000 – 16 grudnia 2001) - Walerij Niepomniaszczij (18 grudnia 2001 – 30 listopada 2003) - Ljubiša Tumbaković (7 stycznia 2004 – 4 listopada 2009) | - Branko Ivanković (16 grudnia 2009 – 5 maja 2011) - Rajko Magić (6 maja 2011 – 14 września 2011) - Manuel Barbosa (16 września 2011 – 19 listopada 2011) - Henk ten Cate (6 stycznia 2012 – 6 września 2012) - Wu Jingui (7 września 2012 – 3 listopada 2012) - Radomir Antić (24 grudnia 2012 – 19 grudnia 2013) - Cuca (21 grudnia 2013 – 6 grudnia 2015) - Mano Menezes (6 grudnia 2015 – 7 czerwca 2016) |